# Invasió de Mateu I de Foix
La Invasió de Mateu I de Foix fou un intent de prendre el tron de la Corona d'Aragó.

## Antecedents
Joan el Caçador morí sobtadament el 29 de juliol de 1396 sense descendència masculina i Martí l'Humà esdevení l'hereu de la Corona. Quan succeïx la mort del rei, Martí encara no havia acabat de sufocar la revolta a Sicília per reinstaurar-hi la reina Maria i deixar al seu fill una illa més pacificada. Mentre Martí s'estava a Sicília un any més abans de no tornar a la península, Maria de Luna, que tenia el suport del Consell de Cent i de la Diputació del General, es va haver d'encarregar de la regència i de fer front a les demandes de Mateu I de Foix, casat amb Joana, filla del recentment mort rei Joan.

## La guerra
Les tropes de Mateu I de Foix intentaren una invasió de Catalunya l'octubre de 1396 amb cinc mil homes, principalment de cavalleria, a través de la vall de la Noguera Pallaresa i fins a Conca de Tremp, tot passant per la vall del Segre fins a Camarasa, on els va sortir al pas Pere II d'Urgell, que els va perseguir per l'Aragó i Navarra fins a expulsar-los a Bearn.
La defensa de la Vall d'Aran, on alguns escamots entraren el 1396, va ser organitzada per Hug Roger II de Pallars Sobirà, Francesc de Santcliment i Galceran de Vilanova.
Una nova expedició el 1398 també fracassà.

## Conseqüències
Els béns de Joana d'Aragó i d'Armanyac al Principat foren confiscats, Andorra inclosa, i vídua des del 1398 i sense fills, tornà a la cort catalana, després de renunciar als seus drets. Els seus béns foren restituïts el 1400, llevat de Martorell i Castellví de Rosanes.